# Copa Profesional de Microfútbol Femenina (Colombia)
La Copa Profesional de Microfutbol Femenina  por motivos de patrocinio es un torneo de carácter profesional equivalente a su similar masculino que busca destacar el nivel deportivo de las jugadoras nacionales y al igual que el de hombres, está organizado por la División Nacional de Fútbol de Salón, adscrita a la Federación Colombiana de Fútbol de Salón y así mismo a la Asociación Mundial de Futsal. Comenzó su actividad en el año 2010 cuando la versión masculina llegaba a su Segunda Edición y aprovechando el respaldo dado por parte del patrocinador, el presidente de la Federación Colombiana de Fútbol de Salón, Sr. Manuel Sánchez hizo el lanzamiento del campeonato femenino de microfutbol a nivel profesional. A diferencia del campeonato de hombres, este tiene una duración menos prolongada (aproximadamente de 3 meses a 3 meses y medio, comenzando en marzo).
Para el año 2013 se aumentó el cupo de equipos a 13, como novedad el primer equipo campeón de este certamen, Caimanas de Cundinamarca tendrá año sabático.
En la temporada 2014 se aumentó la cifra a 15 equipos.

## Equipos participantes 2019
| Equipo                  | Departamento       | Ciudad            | Coliseo                                  | Aforo |
| ----------------------- | ------------------ | ----------------- | ---------------------------------------- | ----- |
| Orquídeas de Fusagasuga | Cundinamarca       | Fusagasuga        | Coliseo Coburgo                          |       |
| Águilas Nariñenses      | Nariño             | Pasto             | Coliseo Sergio Antonio Ruano             |       |
| Caciques del Quindío    | Quindío            | Calarcá           | Coliseo Cubierto del Sur                 |       |
| Patojas de Popayán      | Cauca              | Popayán           |                                          |       |
| Pijaos Tolima           | Tolima             | Ibagué            | Coliseo Enrique Triana Castilla          | 3.000 |
| Heroínas de Tunja       | Boyacá             | Tunja             | Coliseo Municipal del Barrio San Antonio | 2.500 |
| Mulatas Caribeñas       | Bolívar            | Cartagena         | Coliseo Northon Madrid                   | 1.500 |
| Piratas F.D.S.          | Norte de Santander | Villa del Rosario | Coliseo El Morichal                      |       |
| Caimanas Cundinamarca   | Cundinamarca       | Sibaté            | Coliseo Municipal                        |       |
| Paisas Indeportes       | Antioquia          | Guatape           | Unidad Deportiva Hidelbrando Giraldo     |       |
| Real Bumanguesas        | Santander          | Bucaramanga       | Coliseo Edmundo Luna Santos              | 4.000 |
| Dosquebradas FSC        | Risaralda          | Pereira           | Coliseo Mayor Rafael Cuartas Gaviria     |       |
| Camaritas de Casanare   | Casanare           | Yopal             |                                          |       |

## Campeones
| Año           | Campeón                                | Subcampeón                             |
| ------------- | -------------------------------------- | -------------------------------------- |
| 2010 Detalles | Caimanas Cundinamarca                  | Paisitas Antioquia                     |
| 2011 Detalles | Cali Juniors                           | Real Cachacas                          |
| 2012 Detalles | Cali Juniors                           | Heroínas de Tunja FSC                  |
| 2013 Detalles | Paisitas Girardota                     | Heroínas de Tunja FSC                  |
| 2014 Detalles | P&Z Bogotá                             | Paisitas Girardota                     |
| 2015 Detalles | P&Z Bogotá                             | Heroínas de Tunja FSC                  |
| 2016 Detalles | Pijaos Tolima                          | Cali Juniors                           |
| 2017 Detalles | Caciques del Quindío                   | Pijaos Tolima                          |
| 2018 Detalles | Heroínas de Tunja FSC                  | Indeportes Antioquia                   |
| 2019 Detalles | Heroínas de Tunja FSC                  | Pijaos Tolima                          |
| 2020          | No se disputó por Pandemia de COVID-19 | No se disputó por Pandemia de COVID-19 |
| 2021 Detalles | P&Z Bogotá                             | Heroínas de Tunja FSC                  |
| 2022 Detalles | Heroínas Tunja                         | Caciques del Quindío                   |
| 2023 Detalles | Miner FSC                              | Caciques del Quindío                   |
| 2024 Detalles | Heroínas Tunja                         | Caciques del Quindío                   |
| 2025 Detalles | Por definirse                          | Por definirse                          |

## Palmarés

### Títulos por equipo
| Equipo                   | Campeón                    | Subcampeón                 |
| ------------------------ | -------------------------- | -------------------------- |
| Heroínas del Tunja       | 4 (2018, 2019, 2022, 2024) | 4 (2012, 2013, 2015, 2021) |
| P&Z Bogotá               | 3 (2014, 2015, 2021)       |                            |
| Cali Juniors             | 2 (2011, 2012)             | 1 (2016)                   |
| Caciques del Quindío     | 1 (2017)                   | 3 (2022, 2023, 2024)       |
| Pijaos Tolima            | 1 (2016)                   | 2 (2017, 2019)             |
| Paisitas Girardota       | 1 (2013)                   | 1 (2014)                   |
| Caimanas de Cundinamarca | 1 (2010)                   |                            |
| Miner FSC                | 1 (2023)                   |                            |
| Paisitas Antioquia       |                            | 1 (2010)                   |
| Real Cachacas            |                            | 1 (2011)                   |
| Indeportes Antioquia     |                            | 1 (2018)                   |

### Títulos por departamento
| Equipo          | Campeón                    | Subcampeón                 |
| --------------- | -------------------------- | -------------------------- |
| Boyacá          | 4 (2018, 2019, 2022, 2024) | 4 (2012, 2013, 2015, 2021) |
| Bogotá          | 3 (2014, 2015, 2021)       | 1 (2011)                   |
| Valle del Cauca | 2 (2011, 2012)             | 1 (2016)                   |
| Cundinamarca    | 2 (2010 ,2023)             |                            |
| Antioquia       | 1 (2013)                   | 3 (2010, 2014, 2018)       |
| Quindío         | 1 (2017)                   | 3 (2022, 2023, 2024)       |
| Tolima          | 1 (2016)                   | 2 (2017, 2019)             |